# Taraxacum kuusamoense
Taraxacum kuusamoense là một loài thực vật có hoa trong họ Cúc. Loài này được H.Lindb. & Palmgr. miêu tả khoa học đầu tiên năm 1911.